# Dario Franchitti

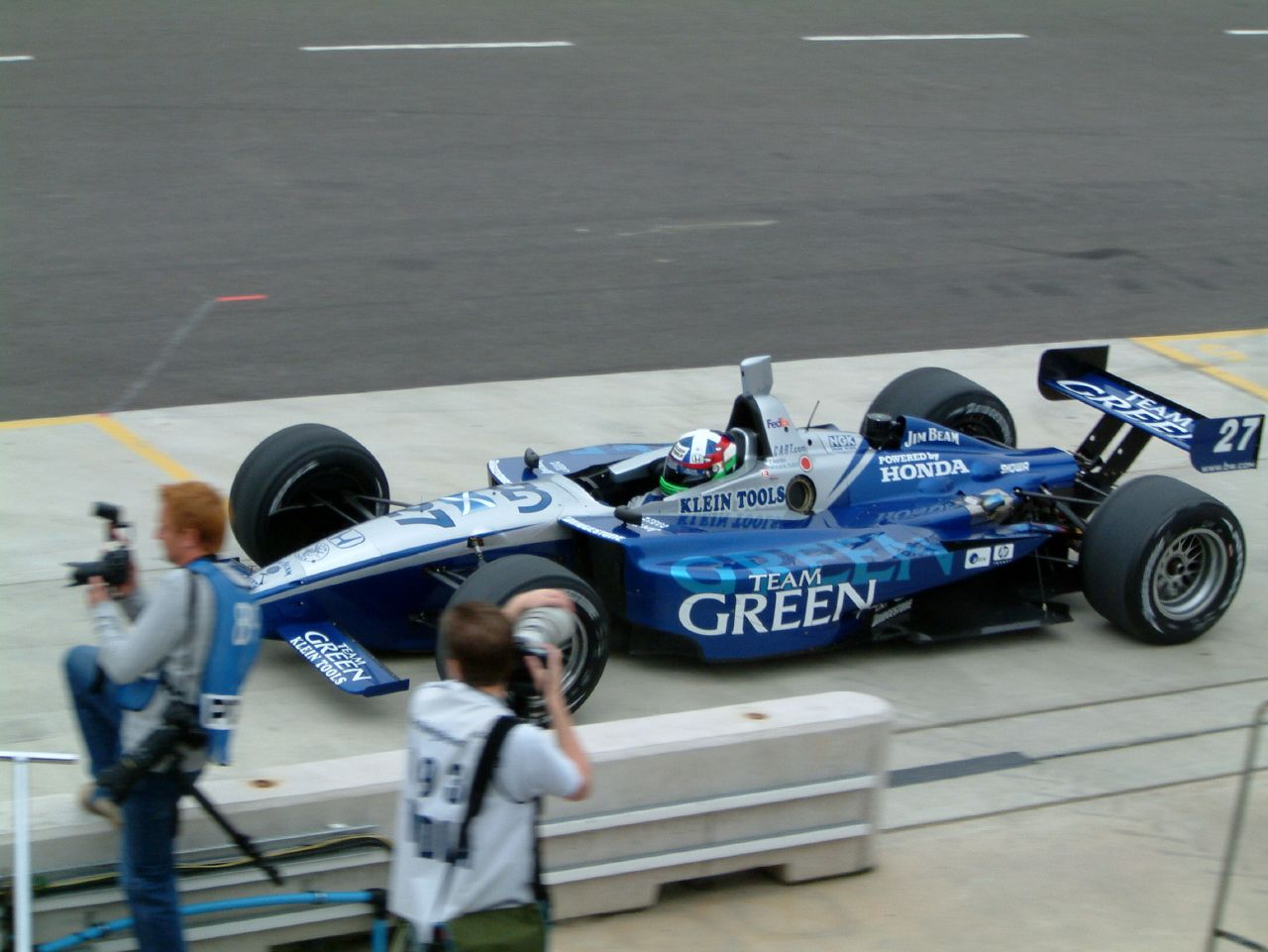
Carro de Dario Franchitti na CART em 2002

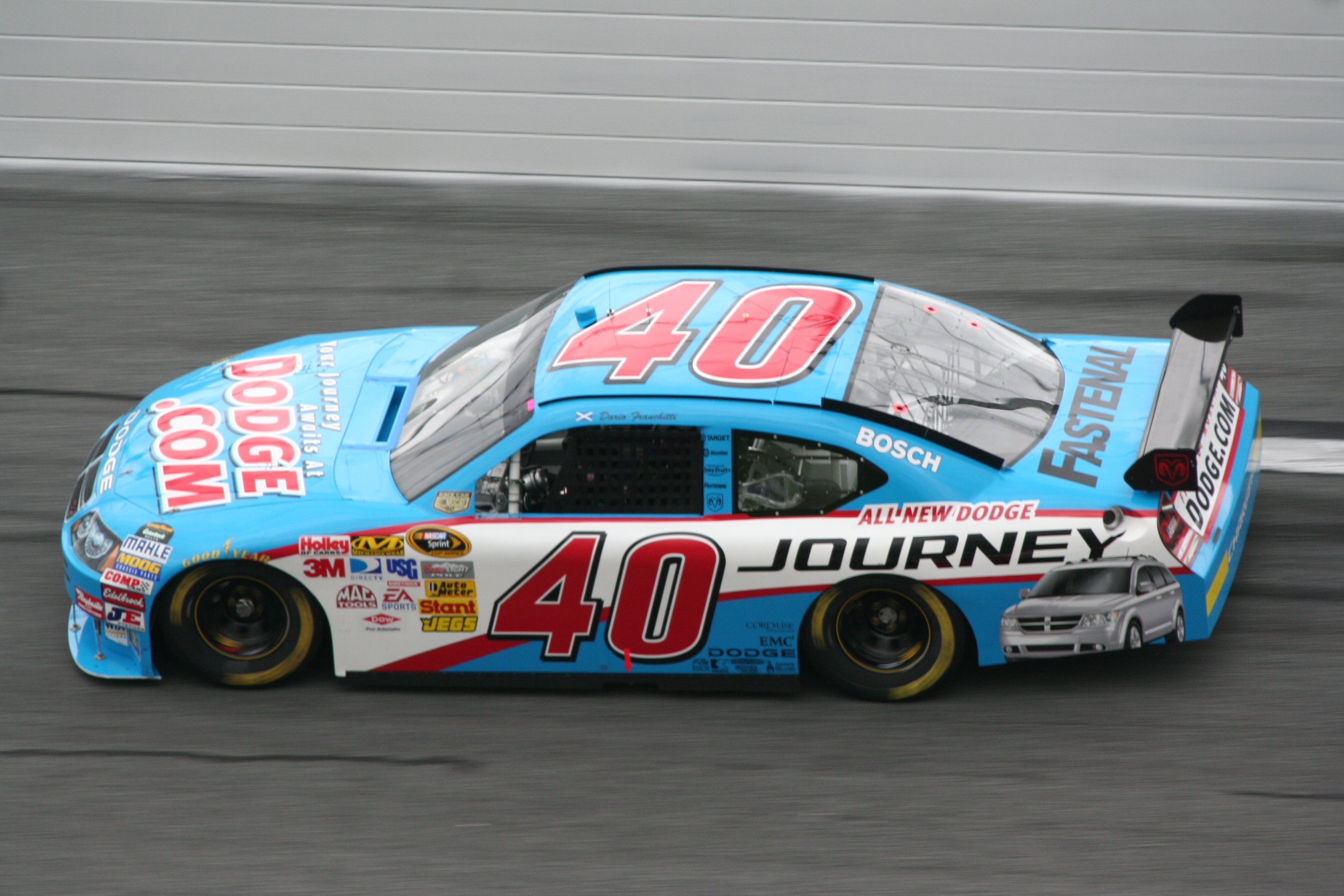
Carro de Dario Franchitti na NASCAR em 2008

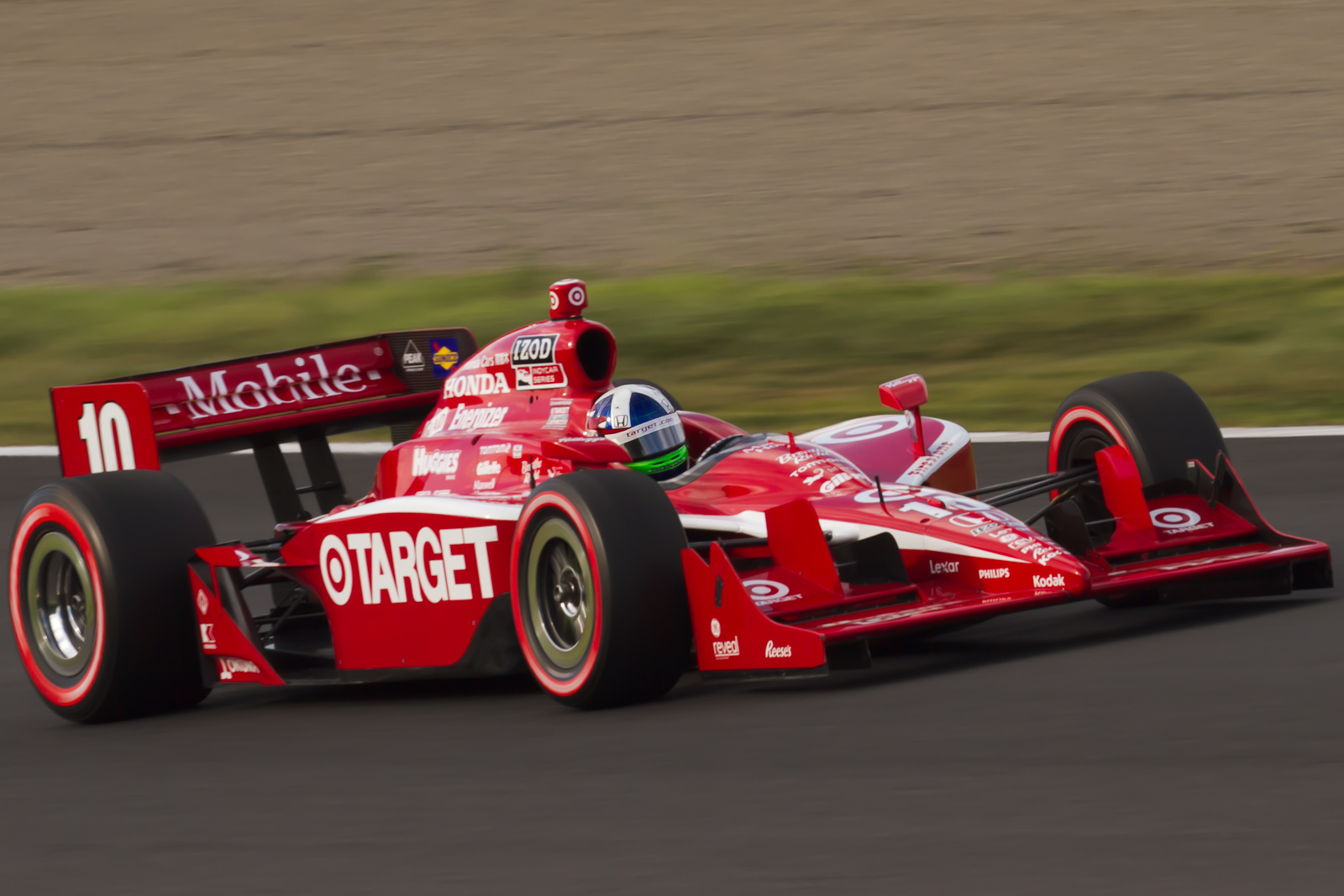
Carro de Dario Franchitti na IndyCar em 2011

George Dario Marino Franchitti (MBE, Bathgate (Escócia), West Lothian, Escocia, 19 de maio de 1973) é um automobilista britânico, e de ascendência italiana.
O escocês teve muito sucesso nos monopostos. Esteve na CART  entre 1997 até 2002, e na IndyCar Series desde 2002 até 2013. Sagrou-se campeão da IndyCar Series em 2007, 2009, 2010 e 2011, vicecampeão da CART em 1999. Entre as duas competições obteve 31 vitorias e 91 podios. É três vezes vencedor das 500 Milhas de Indianápolis, ganhando em 2007, 2010, 2012 e ficando atrás apenas de Hélio Castroneves que venceu quatro edições das 500 Milhas de Indianápolis como o estrangeiro mais bem sucedido na corrida.
Pela outra parte, Franchitti obteve o primeiro lugar nas 24 Horas de Daytona de 2008, o segundo em 2011, o quarto em 2012 e o quinto em 2009. Além disso, venceu nas 12 Horas de Sebring de 2007 na classe LMP2.
No 14 de novembro de 2013, Franchitti aposentuou-se do automobilismo após as lesões sofridas durante a segunda corrida do Grande Prêmio de Houston desse ano.
O seu irmão Marino Franchitti competiu nas corridas de endurance, enquanto seu primo Paul di Resta é piloto de Deutsche Tourenwagen Masters e, anteriormente, da Fórmula 1.
Entre 2001 e 2013, esteve casado com a atriz estadunidense Ashley Judd. Em 2014 foi nombrado Membro da Ordem do Império Britânico.
Atualmente é comentarista oficial da Formula E.

## Carreira desportiva

### Início de carreira
Franchitti começou sua carreira nos campeonatos escocês e británico de karting, dos cuais obteve varios títulos durante a década de 1980. Ele deu o salto aos monopostos, ficando campeão da Fórmula Vauxhall Junior Británica em 1991, campeão na Fórmula Vauxhall Lotus Británica em 1993 e quarto na Fórmula 3 Británica em 1994. Também foi o vencedor do McLaren Autosport BRDC Award em 1992.
Depois de Franchitti não conseguir um cockpit de carro em 1995, ele foi contratado pela Mercedes-AMG para competir num Mercedes-Benz Classe C, na  DTM e no International Touring Car Championship. Na DTM obteve três podios, enquanto no ITCC conseguiu uma vitoria e quatro podios, concluindo quinto e terceiro nos campeonatos respectivamente. No ano seguinte, Franchitti só competiu no ITCC, obtendo uma vitoria e oito podios, ficando quarto no campeonato.

### CART Series
Em 1997, Franchitti estreou na CART com um Reynard-Mercedes-Benz da equipe Hogan. Na temporada somou pontos em quatro corridas, sendo um nono lugar como melhor resultado. Ficou em 22º no campeonato de pilotos. No ano seguinte, Franchitti mudou-se para a equipe Team Green. Com um Reynard-Honda, ganhou em Road America, Vancouver e Houston, conseguiu dois segundos lugares, um terceiros e três quartos. Infelizmente oito abandonos, fizeram o escocês ficar em terceiro no campeonato.
Em 1999, Franchitti obteve três vitorias (Toronto, Detroit, e Surfers Paradise) e 11 podios. Na última corrida nas 500 Milhas de Fontana, Franchitti chegou com a liderança do campeonato, mas na corrida ficou fora de ritmo quando numa parada em boxes o pneu direito traseiro foi montado indevidamente, e os pneus de substituição tinham pressão incorreta, perdendo muito tempo. Juan Pablo Montoya, que estava em segundo no campeonato antes da corrida, chegaria em quarto e Franchitti em décimo lugar, produzindo um empate em pontos. O primeiro critério de desempate era a quantidade de vitorias, então o colombiano sagrou-se campeão da categoria com sete vitorias, enquanto o escocês ficou com o vice-campeonato.
Em 2000, Franchitti não pôde ganhar na temporada toda. Só conseguiu quatro pódios e sofreu 11 abandonos, concluindo em 13º no campeonato. No ano seguinte, Franchitti ganhou no Grande Prêmio de Cleveland, no entanto, só obteve três segundos lugares, ficando em sétimo no campeonato.
Em 2002 acumulou três vitorias na CART (Vancouver, Montreal e Rockingham), um segundo lugar e três terceiros, concluindo em quarto no campeonato. Nesse ano, também participou das 500 Milhas de Indianapolis pela equipe Green, finalizando na 19º colocação.

### IndyCar Series: Andretti Green
Michael Andretti comprou a equipe Green, renomeando-o Andretti Green Racing, e passou a competir na IndyCar Series para a temporada de 2003, com Franchitti na equipe. Sua primeira temporada foi interrompida por uma lesão num acidente de moto antes da terceira prova do campeonato. Voltaria na temporada 2004, vencendo em Milwaukee e Pikes Peak e concluindo a temporada em sexto lugar. Em 2005 obteve duas vitórias em Nashville e Fontana e seis pódios, para concluir em quarto no campeonato. Franchitti não pôde vencer uma prova em 2006, ficando em oitavo no campeonato com um segundo e um terceiro lugar.
No entanto, em 2007, o escocês melhorou seu rendimento. Ganhou a chuvosa 500 Milhas de Indianápolis de 2007; depois ganhou em Iowa e Richmond. Mas, sofreu dois acidentes em duas provas consecutivas, onde seu carro voou. O primeiro acidente foi em Michigan, onde Franchitti bateu-se com Dan Wheldon, lutando pela liderança da prova, gerando um acidente com sete carros envolvidos; e o segundo foi em Kentucky quando bateu em Kosuke Matsuura após receber a bandeira quadriculada sem que o escocês percebesse, achando que a corrida não havia finalizado. No final da temporada o campeonato foi decidido entre Franchitti e Scott Dixon. Na última volta da temporada em Chicagoland, os dois brigavam pela liderança da corrida e pelo título da IndyCar. Dixon ficou sem combustível entrando na curva três, e Franchitti aproveitou, vencendo a corrida em Chicagoland e o campeonato da IndyCar Series. Na temporada obteve um total de 11 pódios.

### NASCAR e IndyCar: Ganassi
Mudou-se para a NASCAR em 2008 em tempo integral, competindo na NASCAR Cup Series e na NASCAR Nationwide Series com a equipe Chip Ganassi Racing, fazendo em 2007 uma corrida na ARCA, uma na NASCAR Truck Series e quatro na Nationwide, com o motivo de ganhar experiência.  A campanha nas corridas da NASCAR foi interrompida por uma fratura no torzonelo esquerdo em um acidente em uma corrida de Nationwide Series. Na NASCAR Cup Series, seu melhor resultado foi um 22º lugar e inclusive, não pôde classificar-se em duas provas. Só pôde participar em dez corridas, já que além da lesão, sua equipe foi dissolvida por falta de patrocínio. Entanto em 14 corridas em NASCAR Nationwide Series, obteve um quinto lugar e um sexto.
Voltou a IndyCar Series para Ganassi na temporada de 2009. Obteve cinco vitorias (Long Beach, Iowa, Toronto, Sears Point e Homestead) e nove pódios, superando Scott Dixon e Ryan Briscoe para tornar-se campeão da temporada. Em 2010 venceu pela segunda vez as 500 Milhas de Indianápolis, além de vitória em Mid-Ohio e Chicagoland. Com um total de dez pódios, Franchitti venceu pela terceira vez o campeonato de pilotos, tendo como vice-campeão Will Power, quem ganhou cinco corridas em circuitos e liderou quase a temporada toda, no entanto, bateu o muro na ultima prova em Homestad, deixando Franchitti com o título.
Na temporada 2011 obtém o quarto título da IndyCar, conseguindo quatro vitórias (San Petersburgo, Texas 1, Milwaukee e Toronto), dois segundos lugares e três terceiros, vencendo novamente Will Power. No entanto, seu titulo foi marcado pelo acidente fatal do seu amigo Dan Wheldon na última corrida da temporada em Las Vegas.; Em 2012 venceu pela terceira vez as 500 Milhas de Indianápolis, após de lutar com Takuma Sato nas últimas voltas, e tornou-se o décimo piloto a vencer pelo menos três corridas de Indianápolis 500 durante sua carreira. Mas, sua temporada não teve muito sucesso, obtendo só dois segundos lugares e  um terceiro, ficando em sétimo no campeonato.
Em 2013, Franchitti não ganhou nenhuma corrida, conseguindo quatro terceiros lugares. Na segunda corrida do Grande Premio de Houston, teve um contato com Takuma Sato, e o carro do escocês voou acertando a grade de proteção. Franchitti sofreu uma contusão, uma fratura na coluna, e uma fratura no torzonelo direito. Além disso, treze espectadores foram feridos. O escocês foi substituído pelo Alex Tagliani na corrida final da temporada em Fontana, e ficou em décimo na temporada.
No fim de ano, Franchitti aposentou-se do esporte pelo conselho médico. Os  doutores lhe disseram que era muito perigoso continuar devido as lesões sufridas em Houston, com o fim de evitar sofrer lesões mais graves.

### Corridas de Resistencia
Entanto participava nas competições de monospostos ou NASCAR, Franchitti competiu nas corridas de resistencia esporadicamente.
Em 2007 participou das 12 Horas de Sebring e da prova em Long Beach num Acura ARX-01a da equipe Andretti Green da classe LMP2. Tendo como companheros Bryan Herta (em Sebring e Long Beach) e Tony Kanaan (só Sebring), Franchitti obteve a vitora na sua classe e ficou segundo na clasificación geral, enquanto em Long Beach chegou em sexta posicão.
Em 2008, foi vencedor das 24 Horas de Daytona ao lado de Juan Pablo Montoya, Scott Pruett e Memo Rojas num Riley da equipe Ganassi. O escocês foi segundo na mesma corrida em 2011, quarto em 2012 e quinto em 2009. Em 2010 e 2013 não pôde finalizar a corrida.
Participou da Petit Le Mans 2008, assim como das 12 Horas de Sebring e da Petit Le Mans no ano seguinte para equipe Highcroft. Obteve uma sexta posicão na Petit Le Mans do ano 2009.

### Teste na Jaguar
Em julho de 2000, Dario Franchitti aceitou e pilotou o carro da equipe Jaguar de Fórmula 1 na pista de Silverstone, na Inglaterra.
Em 2001, o escocês revelou que o teste realizado não passou de uma autêntica farsa em entrevista ao jornal inglês The Sun. "Achava que poderia andar com o último modelo da equipe. Mas, ao invés disso, me deram um carro ultrapassado, com pneus velhos e o tanque de combustível cheio", disse o piloto explicando a suposta estratégia da equipe para que seu teste fracassasse.
"Foi uma piada", continuou Franchitti. "Certamente havia alguém na equipe que não me queria na Fórmula 1", completou o decepcionado piloto.

## Resultados

### IndyCar Series
| 2013 | Chip Ganassi   | Dallara | Honda     | F | STP 25 | ALA 25 | LBH 4  | SAO 7   | INDY 23 | DET1 6 | DET2 5 | TXS 6  | MIL 8  | IOW 20 | POC 3  | TOR1 3 | TOR2 4 | MDO 3  | SNM 3  | BAL 21 | HOU1 15 | HOU2 15 | 418 | 10º |
| 2012 | Chip Ganassi   | Dallara | Honda     | F | STP 13 | ALA 10 | LBH 15 | SAO 5   | INDY 1  | DET 2  | TXS 14 | MIL 19 | IOW 25 | TOR 17 | EDM 6  | MDO 17 | SNM 3  | BAL 13 |        |        |         |         | 363 | 7º  |
| 2011 | Chip Ganassi   | Dallara | Honda     | F | STP 1  | ALA 3  | LBH 3  | SAO 4   | INDY 12 | TXS1 1 | TXS2 7 | MIL 1  | IOW 5  | TOR 1  | EDM 3  | MDO 2  | NHM 20 | SNM 4  | BAL 4  | MOT 8  | KTY 2   | LVS C1  | 573 | 1º  |
| 2010 | Chip Ganassi   | Dallara | Honda     | F | SAO 7  | STP 5  | ALA 3  | LBH 12  | KAN 2   | INDY 1 | TXS 5  | IOW 18 | WGL 3  | TOR 2  | EDM 3  | MDO 1  | SNM 3  | CHI 1  | KTY 5  | MOT 2  | HMS 8   |         | 602 | 1º  |
| 2009 | Chip Ganassi   | Dallara | Honda     | F | STP 4  | LBH 1  | KAN 18 | INDY 7  | MIL 3   | TXS 5  | IOW 1  | RIR 2  | WGL 15 | TOR 1  | EDM 5  | KTY 6  | MDO 3  | SNM 1  | CHI 4  | MOT 2  | HMS 1   |         | 616 | 1º  |
| 2007 | Andretti Green | Dalalra | Honda     | F | HMS 7  | STP 5  | MOT 3  | KAN 2   | INDY 1  | MIL 2  | TXS 4  | IOW 1  | RIR 1  | WGL 3  | NSH 2  | MDO 2  | MIS 13 | KTY 8  | SNM 3  | DET 6  | CHI 1   |         | 637 | 1º  |
| 2006 | Andretti Green | Dalalra | Honda     | F | HMS 4  | STP 19 | MOT 11 | INDY 7  | WGL 14  | TXS 13 | RIR 3  | KAN 12 | NSH 6  | MIL 6  | MIS 12 | KTY 9  | SNM 2  | CHI    |        |        |         |         | 311 | 8º  |
| 2005 | Andretti Green | Dalalra | Honda     | F | HMS 22 | PHX 4  | STP 3  | MOT 17  | INDY 6  | TXS 8  | RIR 2  | KAN 4  | NSH 1  | MIL 2  | MIS 8  | KTY 18 | PPIR 7 | SNM 8  | CHI 12 | WGL 3  | FON 1   |         | 498 | 4º  |
| 2004 | Andretti Green | Dalalra | Honda     | F | HMS 17 | PHX 17 | MOT 7  | INDY 14 | TXS 2   | RIR 12 | KAN 4  | NSH 20 | MIL 1  | MIS 22 | KTY 6  | PPIR 1 | NZR 3  | CHI 20 | FON 6  | TX2 15 |         |         | 409 | 6º  |
| 2003 | Andretti Green | Dalalra | Honda     | F | HMS 7  | PHX 16 |        |         |         | PPIR 4 |        |        |        |        |        |        |        |        |        |        |         |         | 72  | 25º |
| 2002 | Green          | Dallara | Chevrolet | F |        |        |        |         | INDY 19 |        |        |        |        |        |        |        |        |        |        |        |         |         | 11  | 44º |

↑1  Prova cancelada

### CART
| 2002 | Green | Reynard | Honda    | F | MTY 2   | LBH 9   | MOT 3  |         |         |         |        |         |         |         |         |         |         |         |         |         |         |         |         |         |         | 148  | 4º  |
| 2002 | Green | Lola    | Honda    | F |         |         |        | MIL 12  | LS Ret  | POR 3   | CHI 3  | TOR Ret | CLE Ret | VAN 1   | MDO Ret | ROA 12  | MTL 1   | DEN Ret | ROC 1   | MIA 10  | SRF 7   | FON 10  | MEX 5   |         |         | 148  | 4º  |
| 2001 | Green | Reynard | Honda    | F | MTY 9   | LBH 6   | TXS NH | NZR 8   | MOT Ret | MIL 9   | DET 2  | POR 6   | CLE 1   | TOR 24  | MIS 2   | CHI 15  | MDO 16  | ROA Ret | VAN 9   | LSZ Ret | ROC 9   | HOU 2   | LS Ret  | SRF Ret | FON Ret | 105  | 7º  |
| 2000 | Green | Reynard | Honda    | F | HMS 11  | LBH Ret | RIO 11 | MOT 2   | NZR Ret | MIL 6   | DET 4  | POR 9   | CLE 13  | TOR Ret | MIS 3   | CHI Ret | MDO Ret | ROA 12  | VAN 2   | LS 3    | STL Ret | HOU Ret | SRF Ret | FON Ret |         | 92   | 13º |
| 1999 | Green | Reynard | Honda    | F | HMS 3   | MOT Ret | LBH 2  | NZR 8   | RIO 2   | STL 3   | MIL 7  | POR 3   | CLE Ret | ROA Ret | TOR 1   | MIS 5   | DET 1   | MDO 3   | CHI 2   | VAN 10  | LS Ret  | HOU 2   | SRF 1   | FON 10  |         | 2121 | 2º1 |
| 1998 | Green | Reynard | Honda    | F | HMS 9   | MOT 8   | LBH 2  | NZR Ret | RIO Ret | STL Ret | MIL 4  | DET 4   | POR Ret | CLE 3   | TOR Ret | MIS Ret | MDO Ret | ROA 1   | VAN 1   | LS 4    | HOU 1   | SRF 2   | FON Ret |         |         | 160  | 3º  |
| 1997 | Hogan | Reynard | Mercedes | F | HMS Ret | SRF 9   | LBH 12 | NZR 13  | RIO Ret | STL Ret | MIL 16 | DET Ret | POR Ret | CLE 11  | TOR Ret | MIS Ret | MDO 11  | ROA Ret | VAN Ret | LS 13   | FON NP  |         |         |         |         | 10   | 22º |

↑1  Franchitti e Montoya terminaram o campeonato com a mesma pontuação, mas Montoya tornou-se campeão, porque obteve 7 vitórias X 3 de Franchitti.

### 500 Milhas de Indianápolis[13]
| 2013 | 23º | Chip Ganassi   | Dallara | Honda     | F |
| 2012 | 1º  | Chip Ganassi   | Dallara | Honda     | F |
| 2011 | 12º | Chip Ganassi   | Dallara | Honda     | F |
| 2010 | 1º  | Chip Ganassi   | Dallara | Honda     | F |
| 2009 | 7º  | Chip Ganassi   | Dallara | Honda     | F |
| 2007 | 1º  | Andretti Green | Dallara | Honda     | F |
| 2006 | 7º  | Andretti Green | Dallara | Honda     | F |
| 2005 | 6º  | Andretti Green | Dallara | Honda     | F |
| 2004 | 14º | Andretti Green | Dallara | Honda     | F |
| 2002 | 19º | Green          | Dallara | Chevrolet | F |